# 鹿児島県道296号田之頭吹上線
鹿児島県道296号田之頭吹上線（かごしまけんどう296ごう たのかしらふきあげせん）は、鹿児島県鹿児島市から日置市に至る一般県道である。

## 概要
田之頭より分岐する鹿児島県道291号松元川辺線は普通車の通行が困難である。
松元方面より吹上方面は山間部が大部分を占める区間である。 

### 路線データ
- 起点：鹿児島市平田町（鹿児島県道291号松元川辺線交点）
- 終点：日置市吹上町中原（吹上中前交差点、国道270号交点）

## 地理

### 通過する自治体
- 鹿児島市
- 日置市

### 交差する道路
| 交差する道路              | 市町村名 | 交差する場所 | 交差する場所          |
| ------------------------- | -------- | ------------ | --------------------- |
| 鹿児島県道291号松元川辺線 | 鹿児島市 | 平田町       | 起点                  |
| 国道270号                 | 日置市   | 吹上町中原   | 吹上中前交差点 / 終点 |

### 沿線
- 永吉ダム

## ギャラリー

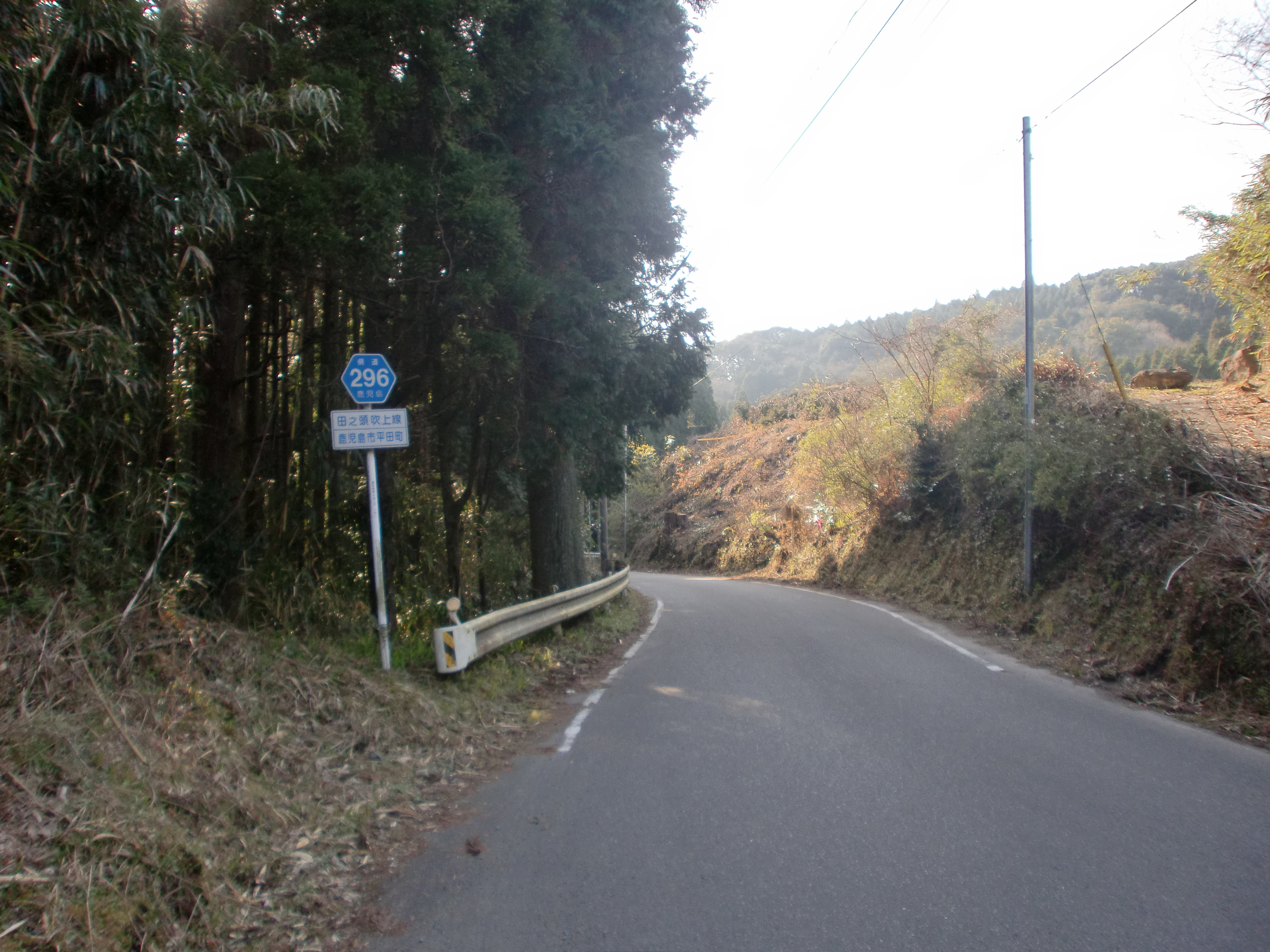
鹿児島市平田町（起点付近）
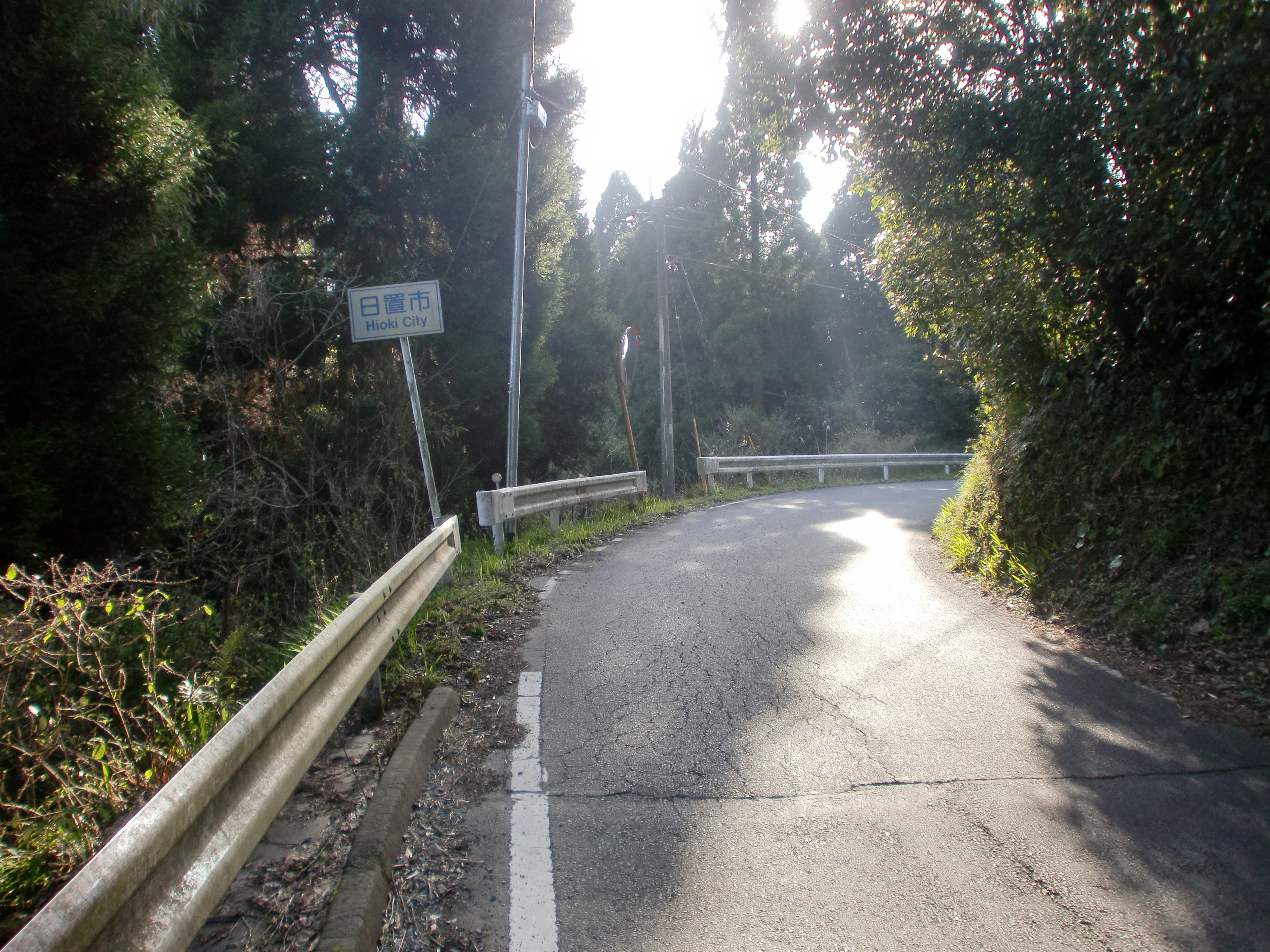
日置市境界付近
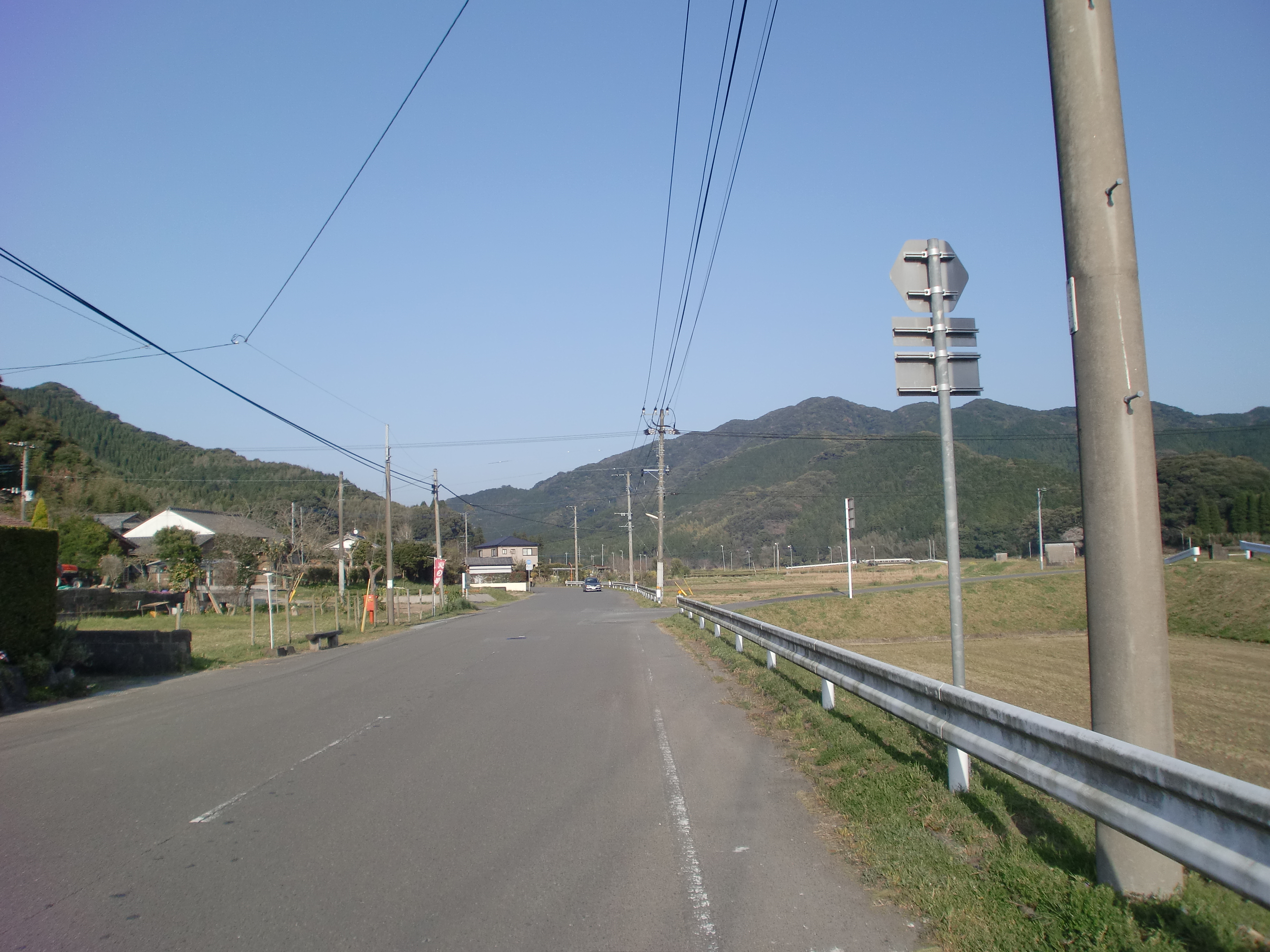
日置市吹上町田尻
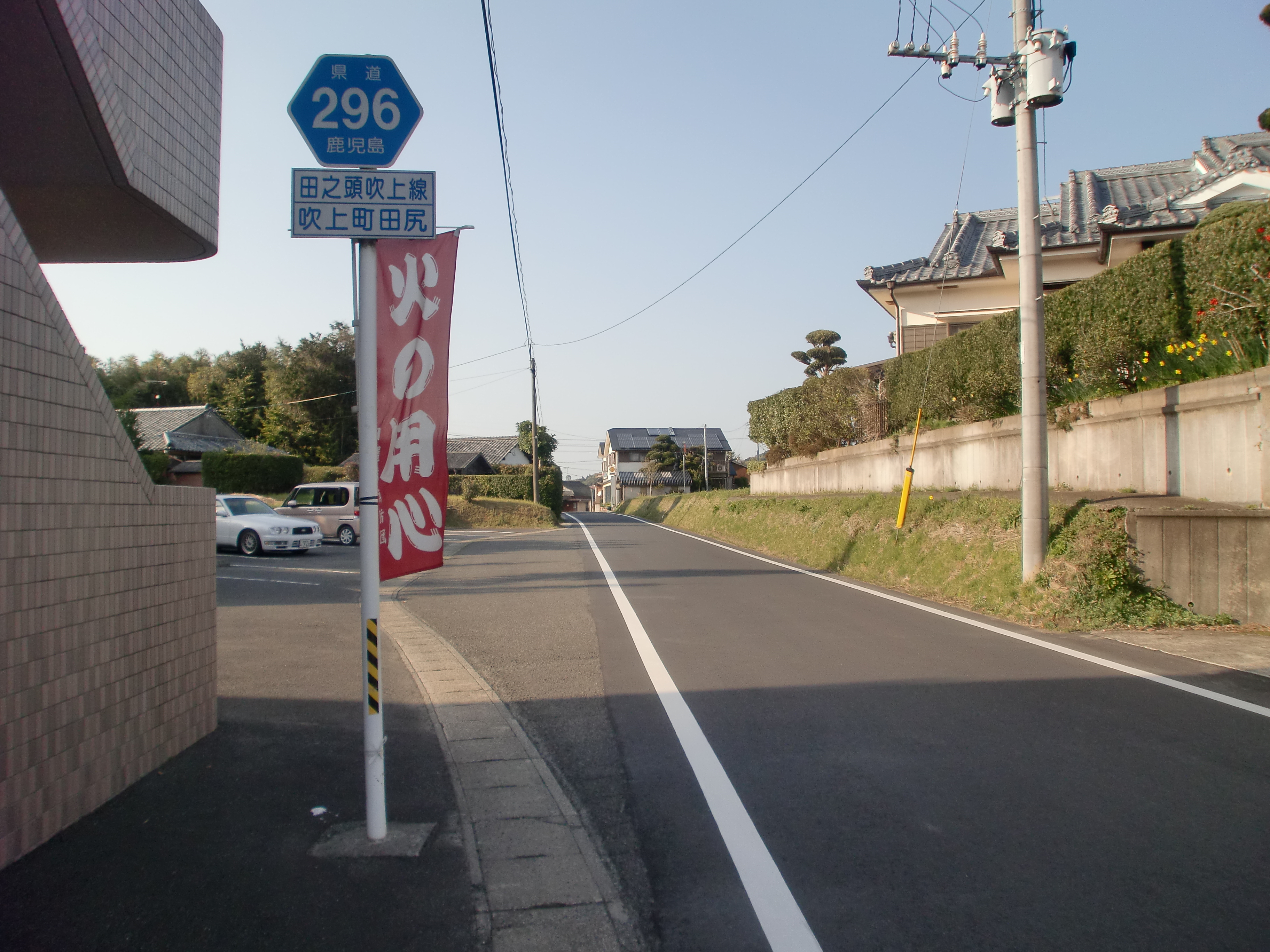
終点付近